# Yun Il-lok
Đây là một tên người Triều Tiên, họ là Yun.
Yun Il-lok (tiếng Hàn: 윤일록; sinh ngày 7 tháng 3 năm 1992) là một cầu thủ bóng đá chuyên nghiệp người Hàn Quốc hiện đang thi đấu cho câu lạc bộ FC Seoul tại K League Classic sau khi chuyển đến từ Gyeongnam FC. Anh cũng từng chơi ở nhiều cấp độ đội tuyển trẻ, và năm 2013 anh chính thức có tên trong Đội tuyển bóng đá quốc gia Hàn Quốc.

## Sự nghiệp câu lạc bộ
Yun bắt đầu thi đấu chuyên nghiệp khi còn là một thiếu niên, anh được Gyeongnam FC lựa chọn vào vị trí trong đội hình một sau khi trải qua thời gian chơi cho đội trẻ U-18. Trận ra mắt chuyên nghiệp của anh gần như đến ngay lập tức, trong trận đấu thứ hai trong mùa giải của câu lạc bộ tại K-League trước Ulsan, sau đó kết thúc với chiến thắng 1–0 cho Gyeongnam. Chỉ trong một tháng, Yun đã ghi bàn thắng đầu tiên tại K-League trong thắng lợi 2–1 của Gyeongnam trước Incheon United.

## Sự nghiệp quốc tế
Yun đại diện cho Hàn Quốc tham dự Giải vô địch bóng đá U-17 thế giới 2009 tại Nigeria, chơi tổng cộng năm trận giúp đội tuyển vượt qua vòng bảng đến vòng tứ kết. Tại đây, đội bóng của anh tiếp tục vượt qua đội chủ nhà và tiến vào trận chung kết. Yun còn có đóng góp nổi bật ở vòng 16 đội gặp Mexico khi ở nửa cuối hiệp hai pha kiến tạo của anh đã dẫn đến bàn thắng cân bằng tỉ số, buộc trận đấu phải bước vào hiệp phụ và sau đó Hàn Quốc đã giành chiến thắng trên chấm đá luân lưu. Yun còn coi pha kiến tạo này là khoảnh khắc đáng nhớ nhất của anh trong bóng đá.

## Thống kê sự nghiệp

### Bàn thắng quốc tế
| #  | Ngày                | Địa điểm                                    | Đối thủ  | Bàn thắng | Kết quả | Giải đấu                |
| -- | ------------------- | ------------------------------------------- | -------- | --------- | ------- | ----------------------- |
| 1. | 28 tháng 7 năm 2013 | Sân vận động Olympic Seoul, Seoul, Hàn Quốc | Nhật Bản | 1–1       | 1–2     | Cúp bóng đá Đông Á 2013 |